# Papillacarus punctatus
Papillacarus punctatus är en kvalsterart som beskrevs av Hu och Xiaolin Wang 1989. Papillacarus punctatus ingår i släktet Papillacarus och familjen Lohmanniidae. Inga underarter finns listade i Catalogue of Life.